# Helena Ekholm
Helena Ekholm (nacida como Helena Jonsson, Helgum, 6 de septiembre de 1984) es una deportista sueca que compitió en biatlón. Está casada con el también biatleta David Ekholm.
Ganó ocho medallas en el Campeonato Mundial de Biatlón entre los años 2007 y 2012. Participó en los Juegos Olímpicos de Vancouver 2010, ocupando el quinto lugar en el relevo femenino.

## Palmarés internacional
| Campeonato Mundial | Campeonato Mundial          | Campeonato Mundial | Campeonato Mundial |
| Año                | Lugar                       | Medalla            | Prueba             |
| ------------------ | --------------------------- | ------------------ | ------------------ |
| 2007               | Antholz (Italia)            | Medalla de oro     | Relevo mixto       |
| 2009               | Pyeongchang (Corea del Sur) | Medalla de oro     | Persecución        |
| 2009               | Pyeongchang (Corea del Sur) | Medalla de plata   | Relevo mixto       |
| 2009               | Pyeongchang (Corea del Sur) | Medalla de bronce  | Salida en grupo    |
| 2010               | Janty-Mansisk (Rusia)       | Medalla de bronce  | Relevo mixto       |
| 2011               | Janty-Mansisk (Rusia)       | Medalla de oro     | Individual         |
| 2011               | Janty-Mansisk (Rusia)       | Medalla de bronce  | Persecución        |
| 2012               | Ruhpolding (Alemania)       | Medalla de bronce  | Individual         |